# قهوه (رنگ)
قهوه یک رنگ قهوه‌ای است که نشان‌دهندهٔ رنگ‌دانه قهوه بوداده است. انواع مختلف دانه‌های قهوه هنگام برشته شدن، رنگ‌های متفاوتی دارند - رنگ قهوه نشان‌دهنده میانگین است.
نخستین استفاده ثبت‌شده از قهوه به عنوان نام رنگ در انگلیسی در سال ۱۶۹۵ بود.

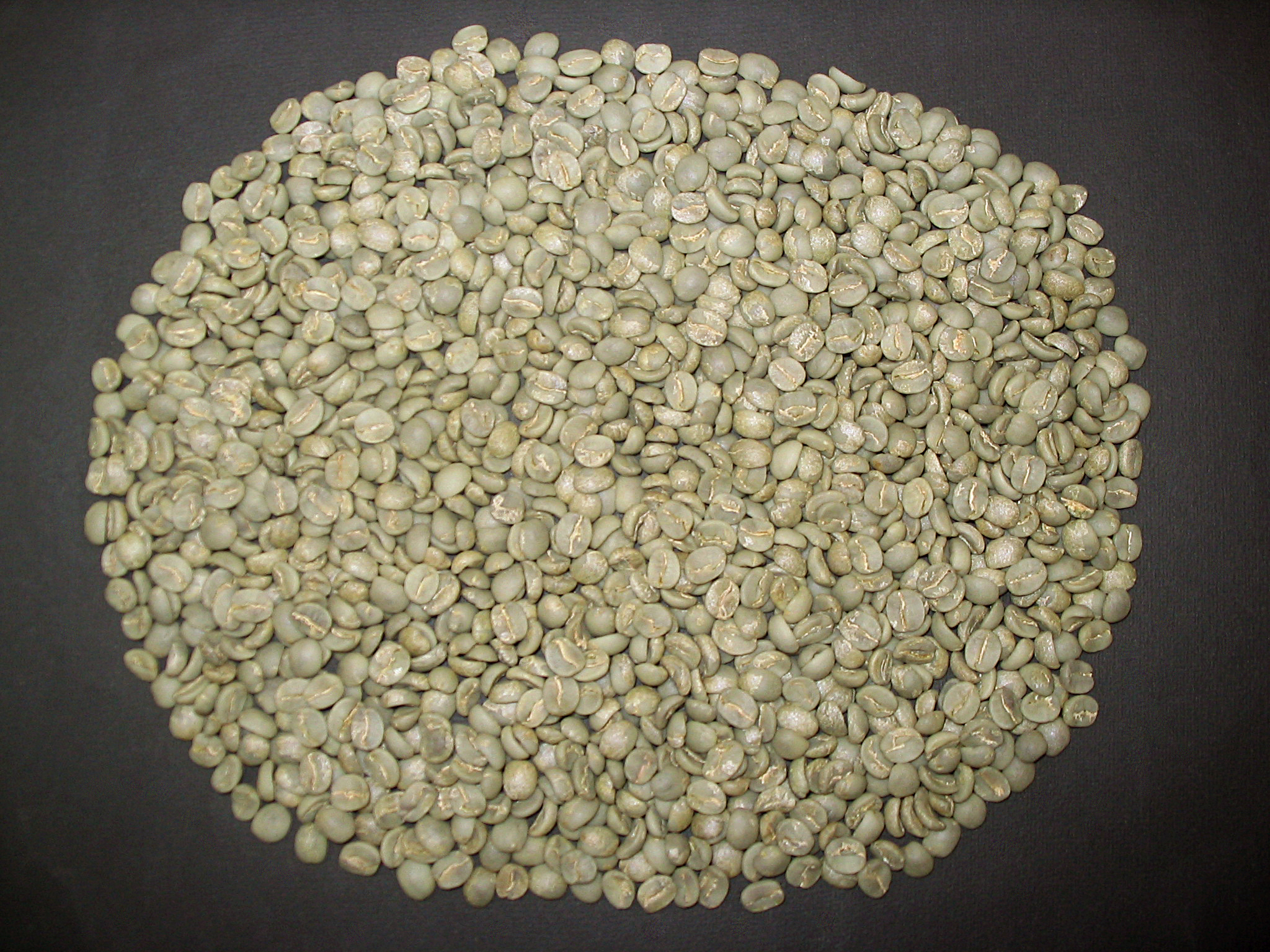
دانه‌های قهوه پیش از بو دادن

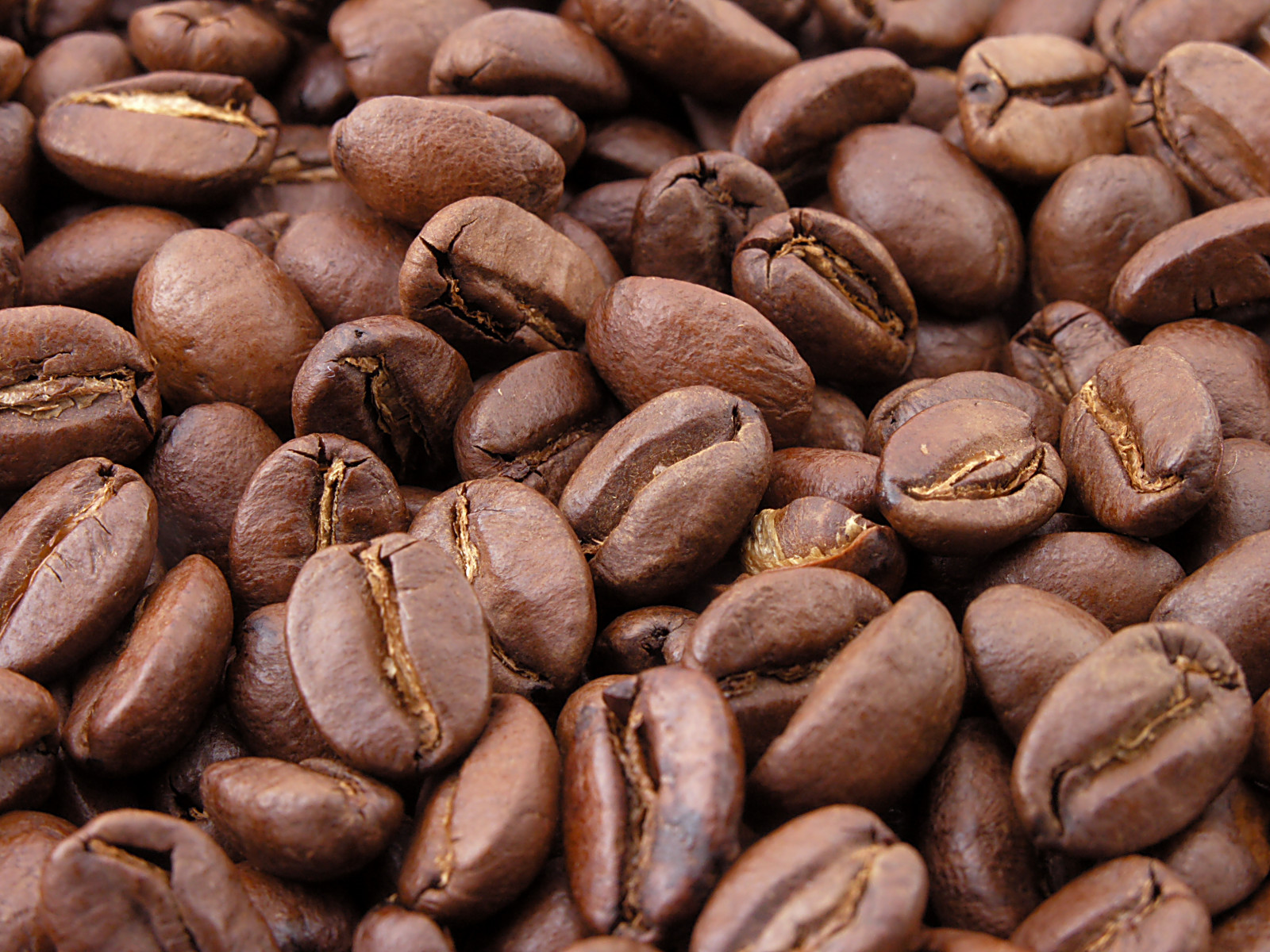
دانه‌های قهوه بوداده

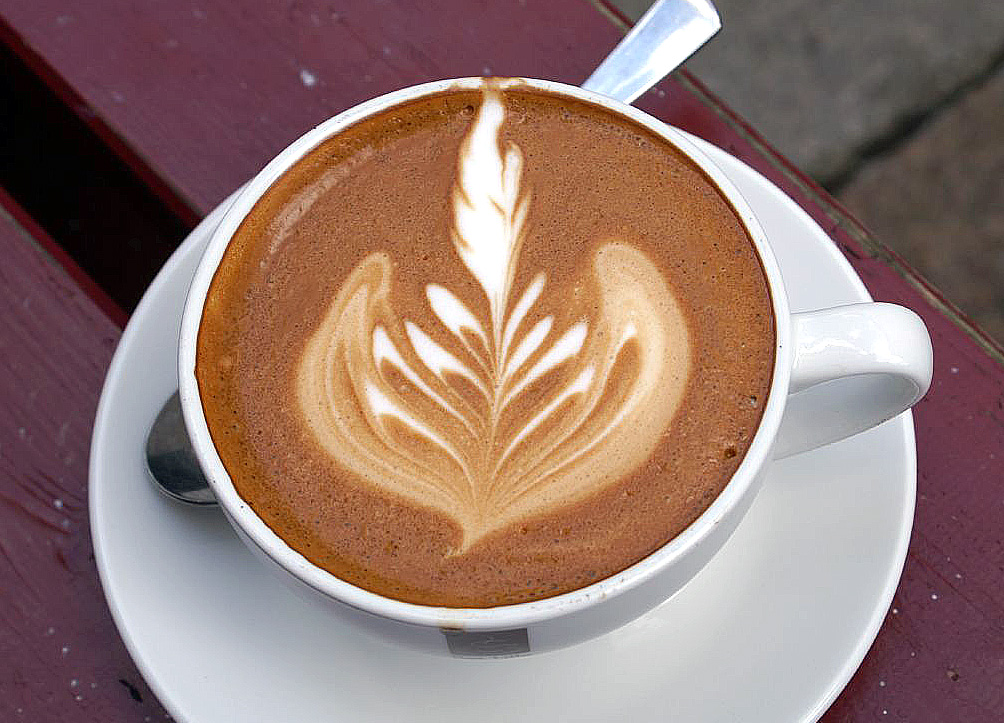
قهوه با شیر (لاته)

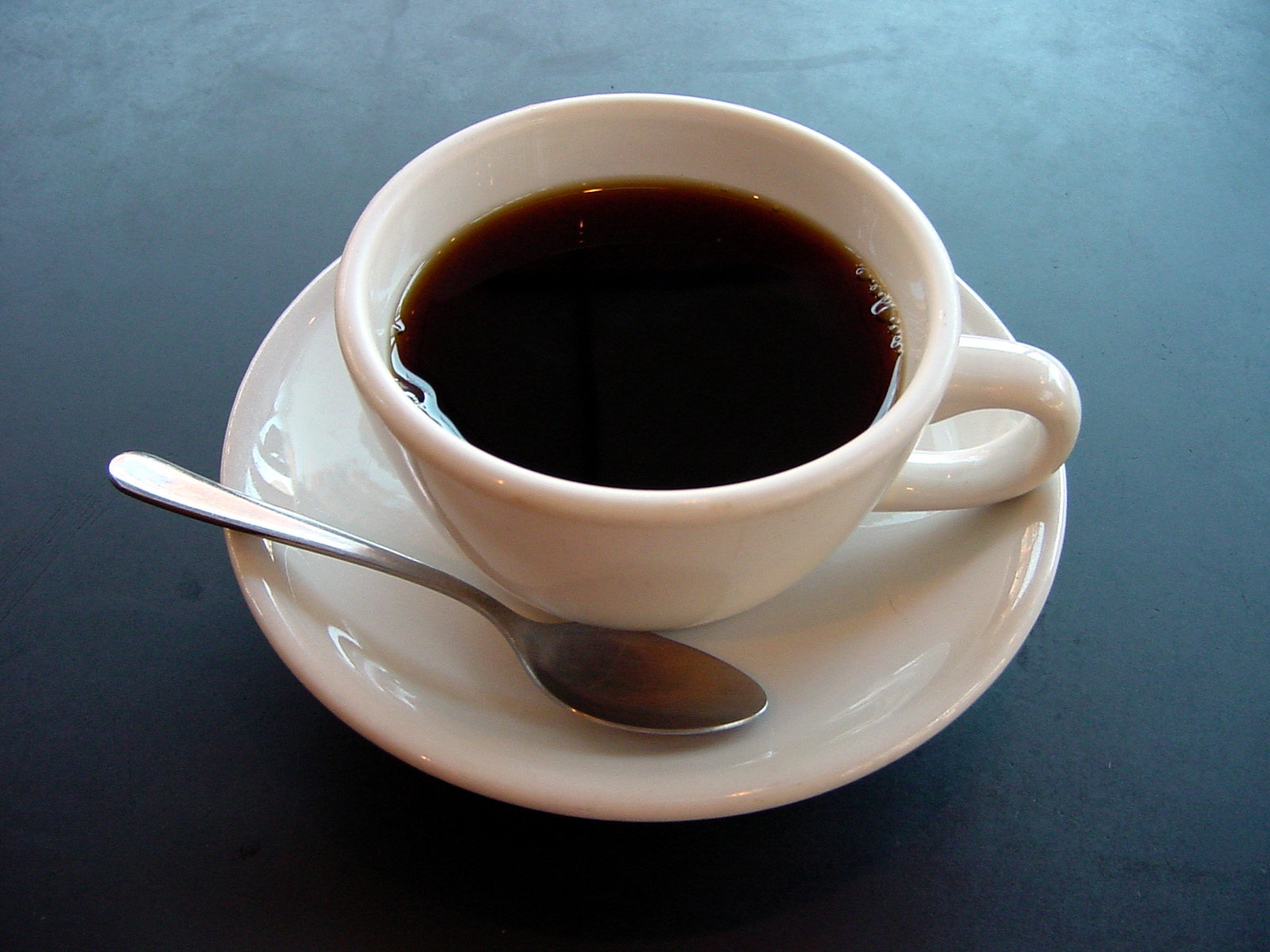
یک فنجان قهوه سیاه